# Nils Kårbo
Nils Ove Viktor Kårbo, född 17 april 1915 i Gärdserums socken i Småland, död 11 januari 2003 i Oskarshamn, var en svensk arkitekt.
Kårbo examinerades från Chalmers tekniska högskola 1941 och blev stadsarkitekt i Oskarshamns stad 1944. Han ritade bland annat bårhuset vid Långemåla kyrka.